# Lingue tupi
Le lingue tupi sono una famiglia di lingue native americane parlate nell'America meridionale.

## Storia
Quando i portoghesi arrivarono sulla costa orientale del Sudamerica, scoprirono che gli indigeni della costa parlavano lingue simili. I missionari gesuiti trassero vantaggio da queste somiglianze creando delle lingue comuni con grammatica e ortografia fisse, che loro chiamavano língua geral (lingua generale). La lingua più conosciuta di queste era il tupi antico, e una lingua derivata da questa è ancora parlata da indigeni della foresta amazzonica presso il Rio Negro, chiamata nheengatu. La famiglia tupi comprende anche altre lingue.
Nelle colonie spagnole, la lingua guaraní ebbe un simile corso storico ma riuscì a sopravvivere alla avanzata dello spagnolo. La lingua guarani è parlata da quasi 5 milioni di persone, ed è una delle lingue ufficiali del Paraguay.
La famiglia tupi include altre lingue con pochi locutori. Queste condividono una morfologia irregolare con le lingue gê e caribe.

## Classificazione
Secondo Ethnologue la famiglia è formata da 75 lingue, che possono essere raggruppate in alcune sottofamiglie, la più importante delle quali è quella delle lingue tupi-guaraní, parlate da circa 7 milioni di persone:
| Gruppo linguistico  | Numero di lingue | Paese                      |
| Lingue arikem       | 2                | Brasile                    |
| Lingua awetí        | 1                | Brasile                    |
| Lingua kamayurá     | 1                | Brasile                    |
| Lingue mondé        | 5                | Brasile                    |
| Lingue mundurukú    | 2                | Brasile                    |
| Lingua puruborá     | 1                | Brasile                    |
| Lingue ramarama     | 2                | Brasile                    |
| Lingua sateré-mawé  | 1                | Brasile                    |
| Lingue tupari       | 6                | Brasile                    |
| Lingue tupi-guaraní | 50               | Paraguay, Bolivia, Brasile |
| Lingue yuruna       | 3                | Brasile                    |
| Lingua zo'é         | 1                | Brasile                    |